# Selago neglecta
Selago neglecta är en flenörtsväxtart som beskrevs av O.M. Hilliard. Selago neglecta ingår i släktet Selago och familjen flenörtsväxter. Inga underarter finns listade i Catalogue of Life.